# Gwidon (kardynał S. Adriano)
Gwidon (zmarł w 1138) – kardynał w kurii papieża Innocentego II, w okresie tzw. schizmy Anakleta II.
Źródła nie przekazały żadnych informacji o jego pochodzeniu ani życiu przed nominacją kardynalską, do której doszło najprawdopodobniej w grudniu 1133. Występuje jako świadek na licznych bullach Innocentego II datowanych między 11 stycznia 1134 a 21 czerwca 1138 jako kardynał diakon S. Adriano. Zmarł przed 17 grudnia 1138, gdy Hubald z Lukki został mianowany nowym kardynałem S. Adriano.